# Földitirannusz
A földitirannusz (Muscisaxicola rufivertex) a madarak (Aves) osztályának verébalakúak (Passeriformes) rendjébe és a királygébicsfélék (Tyrannidae) családjába tartozó faj. A nemének névadó faja.

## Rendszerezése
A fajt Alcide d’Orbigny és Frédéric de Lafresnaye írták le 1837-ben.

## Alfajai
- Muscisaxicola rufivertex occipitalis Ridgway, 1887
- Muscisaxicola rufivertex pallidiceps Hellmayr, 1927
- Muscisaxicola rufivertex rufivertex Orbigny & Lafresnaye, 1837[2]

## Előfordulása
Dél-Amerikában, Argentína, Bolívia, Chile és Peru területén honos. Természetes élőhelyei a  szubtrópusi és trópusi magaslati gyepek és cserjések, sziklás környezetben, valamint legelők. Magassági vonuló.

## Megjelenése
Testhossza 18 centiméter. Feje tetején vörös foltot visel.
|  |

## Természetvédelmi helyzete
Az elterjedési területe rendkívül nagy, egyedszáma pedig stabil. A Természetvédelmi Világszövetség Vörös listáján nem fenyegetett fajként szerepel.